# Hypatios
Ne doit pas être confondu avec Hypace de Gangra.
Pour les articles homonymes, voir Hypace.
Hypatios (en grec ancien : Ύπάτιος), né vers 366 et mort le 30 juin 446, est un moine originaire de Phrygie qui fut le premier higoumène du monastère de Rouphinianes au sud de Chalcédoine, sur la rive asiatique du Bosphore.     
Sa biographie, la Vie d'Hypatios, rédigée par l'un de ses disciples après sa mort, est l'un des témoignages les plus importants dont disposent les historiens au sujet de la vie monastique à Constantinople et dans sa région au début du Ve siècle.    
Reconnu comme un saint par les Églises orthodoxes et catholiques orientales, il est fêté le 17 juin.    

## Source
La vie d'Hypatios est connue grâce à la biographie que lui a consacrée l'un de ses disciples, Callinicos. Cette œuvre fut probablement rédigée après la mort d'Hypatios entre 447 et 450, ce que les exégètes déduisent d'un passage de sa Vie mentionnant l'invasion des Huns en Thrace, qui eut lieu en 447. L'auteur, d'origine syrienne, avait obtenu la permission de son supérieur, le successeur d'Hypatios, pour entreprendre ce travail.  

## Biographie

### Jeunesse et origine (366-384)
Hypatios nait vers 366. Originaire de Phrygie, il naît dans une famille de parents nobles et chrétiens. Il a une sœur, qui se fera religieuse après être devenue veuve.   
Son père est scholasticus et donne une éducation soignée à son fils. Après un conflit avec son père, Hypatios quitte la maison familiale en 384 à l'âge de 18 ans et décide de se faire moine. Il rejoint un groupe de voyageurs en Thrace et devient berger sur le domaine d'un aristocrate local. Durant cette période, il entre au service d'une église située à proximité et apprend les psaumes.   

### Moine en Thrace (384-400)
Deux ans plus tard, à l'âge de 20 ans, il rejoint la communauté réunie autour de l'ermite Jonas, un ancien soldat d'origine arménienne ayant été relevé de ses obligations militaires par l'empereur Arcadius,. Ces moines établissent un monastère fortifié en Thrace à Halmyrissos, qui compte bientôt 80 frères. Ce monastère pourrait avoir été situé dans la province de Scythie mineure, dans les environs de la ville d'Halmyris.       
La Thrace connaît dans les années 380 et 390 des troubles importants. Le monastère sert de refuge pour les paysans des environs. Il est attaqué à plusieurs reprises par des Barbares, mais les moines parviennent à les repousser en faisant usage d'une catapulte. Jonas se rend aussi fréquemment à Constantinople, pour obtenir des secours pour les pauvres de Thrace auprès des aristocrates de la capitale.      
Durant son séjour à Halmyrissos, Hypatios reçoit la visite de son père, qui lui demande son aide dans un procès à Constantinople. Hypatios l'y accompagne et réside avec lui dans la propriété d'un aristocrate.    

### Refondation du monastère de Rouphinianes (400)
En 400, Hypatios quitte le monastère de Jonas. Il s'installe avec deux de ses compagnons, Timotheos et Moschion, dans les ruines du monastère construit par l'ancien préfet du prétoire d'Orient Rufin dans sa propriété de Chalcédoine. Celle-ci est située au sud de la ville dans un faubourg appelé « Le Chêne », sur la rive asiatique du Bosphore, à proximité de Constantinople.    
Ce monastère, appelé par les habitants de Constantinople Rouphinianes, avait accueilli une petite communauté de moines égyptiens avant d'être abandonné après l'assassinat de Rufin le 27 novembre 395. Une église dédiée aux apôtres Pierre et Paul, construite par l'ancien préfet du prétoire, se trouvait également sur le site de sa propriété. Celle-ci était connue pour abriter des reliques données le pape Sirice à Rufin lors de son séjour à Rome à l'été 389.   
Hypatios, qui n'a pas encore été ordonné prêtre, ne parvient cependant pas à imposer son autorité à ses deux compagnons. En raison de désaccords, il quitte Rouphinianes en 400 et regagne son couvent d'Halmyrissos. En chemin, il guérit un homme paralysé par un démon. Durant son absence, l'ancienne propriété de Rufin accueille le synode du Chêne, une assemblée d'évêques qui déposent Jean Chrysostome de son siège d'évêque de Constantinople - avant que ce dernier ne soit rappelé par l'impératrice Eudoxie.  
Timotheos et Moschion rencontrent Jonas à Constantinople et l'implorent de leur renvoyer Hypatios. Jonas, tombé gravement malade, ordonne à Hypatios de rejoindre Rouphinianes. Ce dernier guérit son ancien supérieur miraculeusement et retourne en 406 dans son ancien monastère, où il se réconcilie avec ses deux compagnons. À 40 ans, il devient l'higoumène du monastère.   

### Higoumène de Rouphinianes
La communauté reçoit la visite de Jean Chrysostome, alors patriarche de Constantinople. Ce dernier les encourage à offrir l'hospitalité à tous les visiteurs. Hypatios est ordonné de force par l'évêque Philotheos de Chalcédoine qui l'affecte à la célébration de la liturgie chaque dimanche dans l'église voisine dédiée aux apôtres Pierre et Paul.
Le monastère de Rouphinianes devient concurrent d'un autre monastère fondé par Isaac. Cette rivalité religieuse est aussi d'ordre politique. Le monastère d'Hypatios se montre proche de Jean Chrysostome, tandis qu'Isaac s'affiche en soutien du préfet du prétoire Aurélien. Autour du monastère d'Isaac gravitent plusieurs groupes s'étant opposés à Rufin du temps de son vivant, et qui manifestant désormais leur opposition à l'évêque de Constantinople. 
L'eunuque Ourbikios, qui exerce comme cubiculaire à la cour de Théodose II se lie d'amitié avec Hypatios. Ourbikios lui confie le soin du riche patrice Aétios, souffrant de maladie, après l'avoir arraché à son frère qui le maltraitait. Grâce au soutien d'Hypatios, Ourbikios hérite de la fortune d'Aétios. Après sa promotion comme praepositus sacri cubiculi, l'eunuque finance la réparation du monastère et l'agrandit par la construction d'un oratoire et de nouvelles cellules,.
La communauté se développe. Elle accueille notamment quatre esclaves en fuite de l'ancien préfet du prétoire et ex-consul Monaxius,. Le monastère est cependant victime de la pollution de l'aqueduc local, qui rend les moines malades, jusqu'à ce qu'Hypatios creuse un nouveau puits après en avoir été instruit miraculeusement.

### Exarque des monastères de Constantinople
Après la mort de Dalmatios, il devient à sa suite exarque des monastères de Constantinople. Il tombe gravement malade à l'âge de 60 ans, mais se rétablit peu de temps après.
Il s'oppose à l'évêque Nestorius, nommé patriarche de Constantinople par l'empereur Théodose II en 428. Callinicos affirme qu'Hypatios aurait prédit que Nestorius deviendrait un hérétique et que son épiscopat ne durerait que trois ans et demi. Sa déposition lors du concile d'Éphèse lui aurait été révélée dans une vision reçue en rêve de l'Évangéliste Jean instruisant l'empereur de condamner Nestorius.
Hypatios s'oppose également au préfet Léontios, qui cherche à faire revivre la célébration des jeux olympiques au théâtre de Chalcédoine,.
Durant ces années, la communauté de Rouphinianes continue de croître, de même que la réputation de son supérieur. Hypatios reçoit plusieurs visites de l'empereur Théodose et de ses sœurs.

### Mort en 446
Hypatios meurt le 30 juin 446 vers l'âge de 80 ans après un higouménat de 40 ans. La communauté qu'il a fondé compte alors 80 moines. Son corps est déposé dans un sarcophage en pierre offert par Ourbikios.